# Kostel svatého Jáchyma (Dobrá Voda)
Kostel svatého Jáchyma je římskokatolický chrám ve vesnici Dobrá Voda, části městysu Mrákotín v okrese Jihlava. Je chráněn jako kulturní památka České republiky. Je filiálním kostelem mrákotínské farnosti.

## Historie
Raně barokní kostel (uváděn také jako kaple) nad Dobrou Vodou byl postaven kolem roku 1682, neboť tehdy byla olomouckým biskupstvím vydána listina s povolením stavby. Nechal jej zřídit hrabě Jáchym Slavata a zasvětil jej svatému Jáchymovi, patronovi nejen svému, ale také patronovi horníků. Právě pod kopcem, na kterém byla svatyně vybudována, probíhalo v 16. století dolování stříbra, které však nemělo dlouhého trvání. Kostel je jednoduchá jednolodní stavba zakončená odsazenou apsidou, přičemž dvě menší apsidy s kaplemi jsou také na bočních stranách chrámu u vítězného oblouku. Na střeše se nachází sanktusník, v němž byly umístěny dva zvony. Jeden z nich byl zničen v roce 1822 nebo 1852 po úderu bleskem, druhý byl po této události přemístěn do kaple svatého Karla Boromejského u Vanova. Nový zvon, původem z kostela svatého Vojtěcha u Studnic, byl zde umístěn teprve roku 2000. V letech 1959 a 2004–2006 byl kostel opraven, v roce 2005 byl u kostela zřízen pomník zdejším stříbrným dolům, který je tvořen kamenem s reliéfem permoníka.